# Laure Guille-Bataillon
Pour les articles homonymes, voir Bataillon (homonymie) et Guille.
Laure Guille-Bataillon, née Josette Thérèse Renée Guille à Carpentras le 23 janvier 1928 et morte à Paris 13e le 6 mars 1990, est une hispaniste, traductrice et critique littéraire française.

## Biographie
Laure Guille-Bataillon fit des études supérieures de linguistique et obtint le diplôme de la licence d’études supérieures d’espagnol à l’université de Paris. Elle est la fondatrice de l’A.T.L.A.S. (Assises de la Traduction Littéraire en Arles - Collège International des Traducteurs) et sa présidente jusqu’en 1987. Elle est membre fondateur de l’ATLF (Association des Traducteurs Littéraires de France) et sa présidente de 1981 à 1985. Elle était membre de plusieurs jurys littéraires dont celui du Grand Prix National de la Traduction jusqu’en 1987.
En 1986, elle créait le « Prix de la meilleure œuvre de fiction traduite en français dans l’année » en partenariat avec les villes de Nantes et de Saint-Nazaire. À la suite de son décès, survenu le 6 mars 1990, ce prix littéraire prendra le nom de « Prix Laure Bataillon ».
Depuis 1957, elle fut la traductrice de la littérature latino-américaine en France sous les dénominations de Laure Guille, Laure Guille-Bataillon et Laure Bataillon. Elle a fait connaître au public francophone notamment : Julio Cortázar (1961), Manuel Puig (1969), Juan Carlos Onetti (1977), Felisberto Hernández (1975), Antonio Di Benedetto (1979), Antonio Skármeta (1979), Arnaldo Calveyra (1983), Miguel de Francisco (1989).
Laure Guille épousa le traducteur et auteur Philippe Bataillon (né en 1928), frère du géographe Claude Bataillon (né en 1931) et fils de Marcel Bataillon (1895-1977) hispaniste et militant pacifiste.

## Distinctions
- Laure Guille-Bataillon a été élevée au rang de chevalier des Arts et des Lettres en 1989.
- Prix de la littérature traduite en février 1988 pour sa traduction de L’ancêtre de Juan José Saer.